# Jan Lukáš
Jan Lukáš (25 luglio 1988) è un calciatore ceco, attaccante del Mohelnice.